# Falácia descritiva
A falácia descritiva refere-se ao raciocínio que trata um ato de fala como uma proposição lógica, o que seria equivocado quando o significado do enunciado não se baseava em sua condição de verdade. Foi sugerido pelo filósofo da linguagem J. L. Austin em 1955 nas palestras hoje conhecidas como How to Do Things With Words. Austin argumentou que as declarações performativas não são significativamente avaliadas como verdadeiras ou falsas, mas sim por outras medidas, o que consideraria que uma declaração como "grato" não se destina a descrever um fato e interpretá-lo como tal seria cometer a falácia descritivo.